# Campionati lettoni di ciclismo su strada
I campionati lettoni di ciclismo su strada sono la manifestazione annuale di ciclismo su strada che assegna il titolo di Campione di Lettonia. I vincitori hanno il diritto di indossare per un anno la maglia di campione lettone.

## Campioni in carica (2025)
| Uomini Elite | Uomini Elite |
| ------------ | ------------ |
| In linea     | Toms Skujiņš |
| Cronometro   | Toms Skujiņš |
| Donne Elite  |              |
| In linea     | Dana Rožlapa |
| Cronometro   | Dana Rožlapa |

## Albo d'oro

### Titoli maschili
Aggiornato all'edizione 2022.
| Anno | Vincitore           | Secondo             | Terzo                  |
| ---- | ------------------- | ------------------- | ---------------------- |
| 1997 | Juris Silovs        | Egons Rozenfelds    | Armands Baranovskis    |
| 1998 | Juris Silovs        | Arvis Piziks        | Romāns Vainšteins      |
| 1999 | Romāns Vainšteins   | Juris Silovs        | Raivis Belohvoščiks    |
| 2000 | Arvis Piziks        | Raivis Belohvoščiks | Andris Naudužs         |
| 2001 | Andris Reiss        | Juris Silovs        | Raivis Belohvoščiks    |
| 2002 | Raivis Belohvoščiks | Arvis Piziks        | Armands Baranovskis    |
| 2003 | Andris Naudužs      | Mārtiņš Poļakovs    | Oļegs Meļehs           |
| 2004 | Oļegs Meļehs        | Normunds Lasis      | Aleksejs Saramotins    |
| 2005 | Aleksejs Saramotins | Gatis Smukulis      | Normunds Lasis         |
| 2006 | Aleksejs Saramotins | Oļegs Meļehs        | Daniels Ernestovskis   |
| 2007 | Aleksejs Saramotins | Oļegs Meļehs        | Herberts Pudāns        |
| 2008 | Normunds Lasis      | Kalvis Eisaks       | Heralds Pudans         |
| 2009 | Oļegs Meļehs        | Aleksejs Saramotins | Normunds Zviedris      |
| 2010 | Aleksejs Saramotins | Gatis Smukulis      | Indulis Bekmanis       |
| 2011 | Martins Trautmanis  | Aleksejs Saramotins | Kristofers Racenajs    |
| 2012 | Aleksejs Saramotins | Andžs Flaksis       | Indulis Bekmanis       |
| 2013 | Aleksejs Saramotins | Gatis Smukulis      | Toms Skujiņš           |
| 2014 | Andris Vosekalns    | Aleksejs Saramotins | Gatis Smukulis         |
| 2015 | Aleksejs Saramotins | Krists Neilands     | Andris Smirnovs        |
| 2016 | Gatis Smukulis      | Viesturs Lukševics  | Toms Skujiņš           |
| 2017 | Krists Neilands     | Kaspars Serģis      | Viesturs Lukševics     |
| 2018 | Krists Neilands     | Aleksejs Saramotins | Andžs Flaksis          |
| 2019 | Toms Skujiņš        | Aleksejs Saramotins | Andžs Flaksis          |
| 2020 | Viesturs Lukševics  | Pauls Rubenis       | Māris Bogdanovičs      |
| 2021 | Toms Skujiņš        | Andžs Flaksis       | Māris Bogdanovičs      |
| 2022 | Emīls Liepiņš       | Andžs Flaksis       | Pauls Rubenis          |
| 2023 | Emīls Liepiņš       | Krists Neilands     | Toms Skujiņš           |
| 2024 | Emīls Liepiņš       | Māris Bogdanovičs   | Kārlis Klismets        |
| 2025 | Toms Skujiņš        | Krists Neilands     | Kristiāns Belohvoščiks |

| Anno | Vincitore           | Secondo             | Terzo                  |
| ---- | ------------------- | ------------------- | ---------------------- |
| 1997 | Dainis Ozols        | Egons Rozenfelds    | Arvis Piziks           |
| 1998 | Dainis Ozols        | Juris Silovs        | Arvis Piziks           |
| 1999 | Dainis Ozols        | Andris Spehts       | Arvis Piziks           |
| 2000 | Raivis Belohvoščiks | Dainis Ozols        | Andris Špehts          |
| 2001 | Raivis Belohvoščiks | Arvis Piziks        | Dzintars Ozoliņš       |
| 2002 | Raivis Belohvoščiks | Arvis Piziks        | Romāns Vainšteins      |
| 2003 | Raivis Belohvoščiks | Andris Naudužs      | Aldis Āboliņš          |
| 2004 | Oļegs Meļehs        | Kalvis Eisaks       | Aldis Āboliņš          |
| 2005 | Raivis Belohvoščiks | Oļegs Meļehs        | Artūrs Ansons          |
| 2006 | Raivis Belohvoščiks | Oļegs Meļehs        | Vitalijs Korņilovs     |
| 2007 | Raivis Belohvoščiks | Oļegs Meļehs        | Aleksejs Saramotins    |
| 2008 | Raivis Belohvoščiks | Oļegs Meļehs        | Aleksejs Saramotins    |
| 2009 | Raivis Belohvoščiks | Aleksejs Saramotins | Gatis Smukulis         |
| 2010 | Raivis Belohvoščiks | Aleksejs Saramotins | Gatis Smukulis         |
| 2011 | Gatis Smukulis      | Aleksejs Saramotins | Vitalijs Kornilovs     |
| 2012 | Gatis Smukulis      | Aleksejs Saramotins | Andžs Flaksis          |
| 2013 | Gatis Smukulis      | Aleksejs Saramotins | Ervīns Smoļins         |
| 2014 | Gatis Smukulis      | Aleksejs Saramotins | Andžs Flaksis          |
| 2015 | Gatis Smukulis      | Aleksejs Saramotins | Ervīns Smoļins         |
| 2016 | Gatis Smukulis      | Aleksejs Saramotins | Toms Skujiņš           |
| 2017 | Aleksejs Saramotins | Toms Skujiņš        | Krists Neilands        |
| 2018 | Toms Skujiņš        | Gatis Smukulis      | Aleksejs Saramotins    |
| 2019 | Krists Neilands     | Aleksejs Saramotins | Ēriks Toms Gavars      |
| 2020 | Andris Vosekalns    | Māris Bogdanovičs   | Vitālijs Korņilovs     |
| 2021 | Toms Skujiņš        | Emīls Liepiņš       | Andris Vosekalns       |
| 2022 | Toms Skujiņš        | Krists Neilands     | Emīls Liepiņš          |
| 2023 | Toms Skujiņš        | Krists Neilands     | Emīls Liepiņš          |
| 2024 | Alekss Krasts       | Emīls Liepiņš       | Kristers Ansons        |
| 2025 | Toms Skujiņš        | Krists Neilands     | Kristiāns Belohvoščiks |

### Titoli femminili
Aggiornato all'edizione 2025.
| Anno | Vincitrice          | Seconda            | Terza                |
| ---- | ------------------- | ------------------ | -------------------- |
| 2015 | Lija Laizāne        | Dana Rožlapa       | Katrīna Jaunslaviete |
| 2016 | Lija Laizāne        | Madara Fūrmane     | Endija Rutule        |
| 2017 | Lija Laizāne        | Viktorija Sipoviča | Madara Fūrmane       |
| 2018 | Lija Laizāne        | Viktorija Sipoviča | Elīna Ķiršakmene     |
| 2019 | Lija Laizāne        | Dana Rožlapa       | Helēna Ērgle         |
| 2020 | non assegnato       | non assegnato      | non assegnato        |
| 2021 | Lina Svarinska      | Dana Rožlapa       | Lija Laizāne         |
| 2022 | Anastasia Carbonari | Dana Rožlapa       | Lija Laizāne         |
| 2023 | Anastasia Carbonari | Dana Rožlapa       | Lija Laizāne         |
| 2024 | Anastasia Carbonari | Kitija Siltumēna   | Laura Belohvoščika   |
| 2025 | Dana Rožlapa        | Kitija Siltumēna   | Anastasia Carbonari  |

| Anno | Vincitrice       | Seconda            | Terza                  |
| ---- | ---------------- | ------------------ | ---------------------- |
| 2009 | Ivanda Eiduka    | Jelena Dovgaluk    | Anda Savlenko          |
| 2010 | Jelena Dovgaluk  | Anda Savlenko      | Anda Savlenko          |
| 2011 | Jelena Dovgaluk  | Vita Heine         | Madara Fūrmane         |
| 2012 | Dana Rožlapa     | Lija Laizāne       | Lelde Ardava           |
| 2013 | Dana Rožlapa     | Vita Heine         | Jelena Dovgaluka       |
| 2014 | Dana Rožlapa     | Vita Heine         | Lija Laizāne           |
| 2015 | Lija Laizāne     | Madara Fūrmane     | Dana Rožlapa           |
| 2016 | Lija Laizāne     | Endija Rutule      | Elina Sauka            |
| 2017 | Lija Laizāne     | Lelde Ardava       | Viktorija Sipoviča     |
| 2018 | Lija Laizāne     | Viktorija Sipoviča | Helēna Ērgle           |
| 2019 | Dana Rožlapa     | Lija Laizāne       | Daniela Leitāne        |
| 2020 | Dana Rožlapa     | Madara Āboma       | Patrīcija-Agnese Ozola |
| 2021 | Dana Rožlapa     | Lija Laizāne       | Lina Svarinska         |
| 2022 | Dana Rožlapa     | Lija Laizāne       | Anastasia Carbonari    |
| 2023 | Dana Rožlapa     | Lija Laizāne       | Kitija Siltumēna       |
| 2024 | Kitija Siltumēna | Krista Pūcīte      | Madara Āboma           |
| 2025 | Dana Rožlapa     | Kitija Siltumēna   | Madara Āboma           |